# Spätere Qin
Die Späteren Qin (Hòu Qín 后秦 bzw. 後秦 384-417) nannte sich ein Staat der Qiang-Volksgruppe in der Zeit der Sechzehn Reiche und während der Jin-Dynastie (265-420) in China. Die Spätere Qin ist gänzlich verschieden von der alten Qin-Dynastie sowie von der Früheren Qin und Westlichen Qin, beide ebenfalls aus der Zeit der Sechzehn Königreiche.
Ihr zweiter Herrscher Yao Xing unterstützte die Verbreitung des Buddhismus durch den Mönch Kumārajīva.
Alle Herrscher der Späteren Qin nannten sich „Kaiser“, aber für einen Großteil der Herrschaft von Yao Xing verwendete er den Titel „Himmlischer Prinz“ (Tian Wang).

## Herrscher der Späteren Qin
| Tempelname         | Postumer Name          | Familienname und Vorname | Dauer der Herrschaft | Äranamen und ihre Dauer                                         |
| ------------------ | ---------------------- | ------------------------ | -------------------- | --------------------------------------------------------------- |
| Taizu (太祖 Tàizǔ) | Wuzhao (武昭 Wǔzhāo)   | 姚萇 Yáo Cháng           | 384-393              | Baique (白雀 Báiquè) 384-386 Jianchu (建初 Jiànchū) 386–393     |
| Gaozu (高祖 Gāozǔ) | Wenhuan (文桓 Wénhuán) | 姚興 Yáo Xīng            | 394-416              | Huangchu (皇初 Huángchū) 394-399 Hongshi (弘始 Hóngshǐ) 399–416 |
| Existiert nicht    | Hòuzhǔ (後主 Hòuzhǔ)   | 姚泓 Yáo Hóng            | 416-417              | Yonghe (永和 Yǒnghé) 416–417                                    |